# Hornskulpe
Hornskulpe (Glaucium) er en slægt med ca. 5 arter, der er udbredt i Mellemøsten, Nordamerika og Europa, herunder også Danmark. Det er en-, to- eller flerårige urter med pælerodssystem og gul saft. Stænglerne bærer blade og kan blive træagtige ved grunden. Grundstillede blade er stilkede, mens stængelbladene er spredtstillede og ustilkede. De er 1-2 gange finnet-lappede. Blomsterne har to bægerblade og fire kronblade. Frugterne er 2-rummede, oprette kapsler med mange brune frø.
| Beskrevne arter |

- Rød hornskulpe (Glaucium corniculatum)
- Strandhornskulpe (Glaucium flavum)

| Andre arter |

- Glaucium arabicum
- Glaucium elegans
- Glaucium grandiflorum